# أخلاقيات الطب البيطري
أخلاقيات الطب البيطري أو الأخلاق البيطرية (بالإنجليزية: Veterinary ethics)‏ هو مجموعة المبادئ الأخلاقية التي تطبق القيم والأحكام على ممارسي الطب البيطري، ويشمل تطبيق الأخلاقيات البيطرية الممارسات البيطرية بالإضافة إلى البحوث التاريخية والفلسفية والاجتماعية المتعلقة بها، تجمع الأخلاقيات البيطرية بين الأخلاقيات المهنية البيطرية وموضوع أخلاقيات الحيوان.

## تاريخ
تمت دراسة موضوع رعاية الحيوان بشكل كبير، فنظر بعمق للطرق التي قد يعاني منها الحيوان في ظروف معينة أو كيف يمكن تحسين حياته.